# Büyükaçma, Düzce
Büyük Açma là một xã thuộc thành phố Düzce, tỉnh Düzce, Thổ Nhĩ Kỳ. Dân số thời điểm năm 2010 là 532 người.